# Alain Cuny
Pour les articles homonymes, voir Cuny.
René Xavier Marie Alain Cuny dit Alain Cuny, né le 12 juillet 1908 à Saint-Malo et mort le 17 mai 1994 dans le 14e arrondissement de Paris, est un acteur français.
Il est l'un des compagnons de la première heure de Jean Vilar au Théâtre national populaire et au Festival d'Avignon.

## Biographie

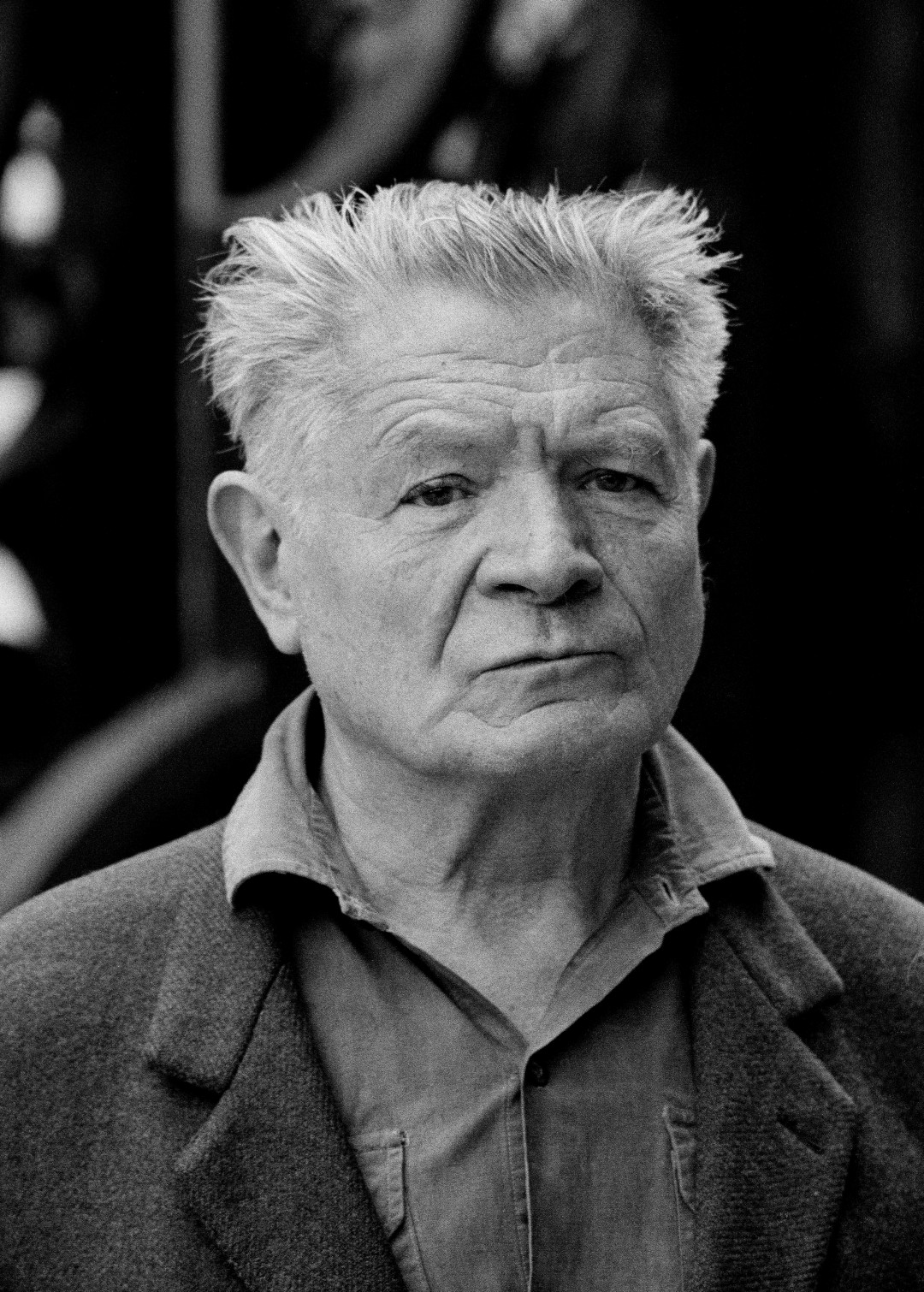
Alain Cuny en 1979.

Fils d'Albert Cuny, avoué à Saint-Malo et de Marguerite Soudée, Alain Cuny est élevé par une tante très rigoriste et passe une grande partie de son enfance auprès d'elle, à Boucey. Il grandit dans un orphelinat où ses parents l'ont placé.
Très tôt, il s'intéresse au dessin et à la peinture. En 1923, il est élève de l’école des Beaux-Arts de Paris. Encore très jeune, il réalise des décors et dessine des affiches pour le théâtre et le cinéma (en particulier pour La Rue sans joie de Pabst en 1925, Gribiche de Jacques Feyder en 1926). Il s'intéresse aussi à la psychanalyse, signe des articles avant de devenir un disciple fervent de Lacan et au surréalisme, fréquente André Breton, Roger Vitrac, Antonin Artaud avec Roger Blin, Robert Desnos et, par l'intermédiaire de Pierre Reverdy dont il devient l'ami, rencontre Georges Braque et Pablo Picasso.
Tandis qu'il poursuit une carrière de décorateur, il découvre le métier de comédien par une amie norvégienne et devient l'élève de Charles Dullin qui lui déclare : « Tu peux te consacrer au théâtre si tu le veux. » En 1939, Édouard Bourdet, administrateur de la Comédie-Française, lui signe un engagement pour jouer dans Phèdre aux côtés de Marie Bell. Mais la guerre interrompt le projet. C'est la même année que, déjà connu dans le monde du théâtre, il fait ses premières apparitions au cinéma dans Remorques de Jean Grémillon et Madame Sans-Gêne de Roger Richebé. La révélation auprès du public vient en 1942, dans Les Visiteurs du soir de Marcel Carné où il tient le rôle du ménestrel Gilles qui a passé un contrat avec le Diable. Il apparaît encore dans Le Baron fantôme, de Jean Cocteau, en 1943. Pendant la guerre, il rencontre Paul Claudel qui le choisit, en 1944, pour incarner Pierre de Craon dans L'Annonce faite à Marie. C'est le début d'une passion pour Claudel qui durera jusqu'à la fin de sa vie.
Après la guerre, Alain Cuny participe au Festival d'Avignon et rejoint le Théâtre national populaire de Jean Vilar, où il joue Shakespeare, Anouilh, Sartre, Pirandello, Claudel. Il continue parallèlement d'apparaître à l'écran, dans le cinéma français comme dans le cinéma italien : sa carrière en Italie débute en 1950, lorsque Curzio Malaparte le fait jouer dans Le Christ interdit. Il travaille ensuite avec Michelangelo Antonioni (La Dame sans camélia, 1953) et Federico Fellini (La dolce vita, 1959). En 1956, il incarne Frollo dans Notre-Dame de Paris, de Jean Delannoy. À la fin des années 1950, il rejoint la compagnie Renaud-Barrault où il incarne notamment Simon Agnel, dans Tête d’Or de Paul Claudel. En 1960, durant la guerre d'Algérie, il compte au nombre des signataires du Manifeste des 121.
Lors du festival de Cannes 1960, auquel il assiste en tant qu'interprète de La dolce vita, Alain Cuny provoque un incident : choqué par le mauvais accueil réservé au film L'avventura, de Michelangelo Antonioni, il assiste le soir même à un dîner de gala pendant lequel se produit le chanteur Dario Moreno. Ne supportant pas que l'on fasse un triomphe au « pitre » Moreno après avoir hué Antonioni, Alain Cuny invective publiquement le chanteur. Il est alors exclu du festival par le délégué général Robert Favre Le Bret,.
En 1969, il interprète Lichas dans le film Satyricon de Federico Fellini.
En 1974, Alain Cuny tient le rôle de Mario, théoricien de l'amour libre, dans le film Emmanuelle où il cite à foison Gaston Bachelard. Il déclarera par la suite : « J'ai joué dans Emmanuelle pour me débarrasser de l'estime des gens que je n'estimais pas. »
À partir du milieu des années 1970, il espace ses apparitions, tant sur les planches qu'à l'écran. Il se produit plusieurs fois dans des lectures de textes au Festival d'Avignon et, au cinéma, apparaît chez Francesco Rosi ou Jean-Luc Godard. En 1988, il interprète dans le film Camille Claudel le rôle du père de Paul Claudel, ce qui lui vaut d'être nommé l'année suivante pour le César du meilleur acteur dans un second rôle. À quatre-vingt-deux ans, il passe à la mise en scène de cinéma et réalise L'Annonce faite à Marie, d'après la pièce de Paul Claudel. Il tient son dernier rôle à l'écran en 1992, dans le film Le Retour de Casanova.

### Vie privée
En 1962, il épouse Marie-Blanche Guidicelli. Le couple divorce en 1969. Alain Cuny meurt le 17 mai 1994. La messe de funérailles se tient en l'église Saint-Roch, agrémentée d'une lecture par Jean Négroni, autre grande voix du cinéma français. Son corps est inhumé à Civry-la-Forêt.

### Positions dans le débat public
- Alain Cuny a signé la pétition parue dans Le Monde du 26 janvier 1977 appelant à la libération de trois hommes jugés pour des actes pédophiles[7],[8].

## Théâtre
- 1930 : Le Peintre de Roger Vitrac, M. Glucose
- 1939 : Madame Sans-Gêne de Victorien Sardou, Comédie-Française, figurant
- 1941 : Le Bout de la route de Jean Giono, Théâtre des Noctambules, Jean
- 1941 : L'Annonce faite à Marie de Paul Claudel, Théâtre de l'Œuvre, Pierre de Craon
- 1941 : Les Huit Cents Mètres  d' André Obey mise en scène de Jean-Louis Barrault, Stade Roland-Garros
- 1942 : Eurydice de Jean Anouilh, mise en scène André Barsacq, Théâtre de l'Atelier, Orphée
- 1943 : Macbeth de William Shakespeare, Théâtre Montparnasse, Macbeth
- 1944 : Andromaque de Racine, mise en scène Jean Marais, théâtre Édouard VII, Pyrrhus
- 1945 : Tristan et Yseut de Lucien Fabre, mise en scène Alfred Pasquali, Théâtre Édouard VII
- 1946 : Morts sans sépulture de Jean-Paul Sartre, mise en scène Michel Vitold, Théâtre Antoine, Jean
- 1947 : Le Deuil sied à Electre d'Eugene O'Neill, mise en scène Marguerite Jamois, Théâtre Montparnasse, Orine
- 1947 : L'Histoire de Tobie et de Sara de Paul Claudel, mise en scène Maurice Cazeneuve, au 1er Festival d'Avignon, Azarias ou ange Raphaël
- 1948 : Thermidor de Claude Vermorel, mise en scène de l'auteur, Théâtre Pigalle
- 1948 : L'Annonce faite à Marie de Paul Claudel, mise en scène Jean Vernier, Théâtre Hébertot, Pierre de Craon
- 1948 : Un caprice d'Alfred de Musset, Théâtre des Mathurins, M. de Chavigny
- 1948 : La Parisienne d'Henry Becque, Théâtre des Mathurins, Théâtre des Célestins, Lafond
- 1949 : Das Kapital de Curzio Malaparte, mise en scène Pierre Dux, Théâtre de Paris
- 1953 : L'Île des chèvres d'Ugo Betti, mise en scène Pierre Valde, Théâtre des Noctambules
- 1953 : Bérénice de Racine, Antiochus
- 1954 : L'Île des chèvres d'Ugo Betti, mise en scène Pierre Valde, Théâtre des Célestins
- 1955 : L'Île des chèvres d'Ugo Betti, mise en scène André Clavé, Théâtre de l'Arcade (ancien cinéma) à Montréal, lors d'une tournée théâtrale de 4 mois au Canada, avec Lila Kedrova, Yvonne Clech, Angelo
- 1955 : Macbeth de William Shakespeare, mise en scène Jean Vilar, TNP Théâtre de Chaillot, Macbeth
- 1956 : Macbeth de William Shakespeare, mise en scène Jean Vilar, TNP Festival d'Avignon, Macbeth
- 1955 : La Ville de Paul Claudel, mise en scène Jean Vilar, Festival d'Avignon, Théâtre de Chaillot, Œuvre
- 1957 : Phèdre de Racine, mise en scène Jean Vilar, TNP Festival de Strasbourg, Thésée
- 1959 : Tête d'or de Paul Claudel, mise en scène Jean-Louis Barrault, Odéon-Théâtre de France, Simon Agnel
- 1960 : Veillée de poèmes français avec Silvia Monfort, Aix-en-Provence
- 1962 : On ne sait comment de Luigi Pirandello, mise en scène Jean Tasso, Théâtre du Vieux-Colombier, Comte Roméo Daddi
- 1962 : Meurtre dans la cathédrale de Thomas Stearns Eliot, Festival de Carcassonne
- 1965 : Andromaque de Racine, mise en scène Jean-Louis Barrault, Festival international de Baalbeck
- 1968 : Tête d'or de Paul Claudel, Odéon-Théâtre de France, Simon Agnel
- 1970 : La Danse de mort d'August Strindberg, mise en scène Claude Régy, TNP Théâtre de Chaillot : le Colonel
- 1978 : Cirque de Jean-Pierre Faye, mise en scène Alain Cuny, Nouveau Théâtre national de Marseille
- 1985 : L'Île des morts (Fragments II) d'Hans-Peter Litscher d'après August Strindberg, Arnold Bocklin, mise en scène Hans Peter Litscher, Festival d'Avignon
- 1986 : Tête d'or, Partage de midi de Paul Claudel, Lectures au Festival d'Avignon
- 1987 : Texte nu, Lectures au Festival d'Avignon
- 1988 : Le Chant des morts, Poèmes en prose, Sable mouvant, Voleur de Talan de Pierre Reverdy, Lectures au Festival d'Avignon
- 1988 : La Tempête de Shakespeare, Lecture au Festival d'Avignon
- 1989 : Lautréamont, Lecture au Festival d'Avignon
- 1990 : Oscar Wilde et Antonin Artaud côte à côte, Lectures au Festival d'Avignon
- 1993 : Les Mégères de la mer, Ostinato (extraits), poésies de Louis-René des Forêts, Samuel Wood, mise en scène Michel Dumoulin, Festival d'Avignon

## Filmographie

### Cinéma
- 1939 : Remorques de Jean Grémillon, sorti en 1941
- 1939 : Le Corsaire de Marc Allégret - Film resté inachevé
- 1940 : Après Mein Kampf, mes crimes de Alexandre Ryder
- 1941 : Madame Sans-Gêne de Roger Richebé
- 1942 : Les Visiteurs du soir de Marcel Carné
- 1943 : Le Baron fantôme de Serge de Poligny
- 1946 : Solita de Cordoue de Willy Rozier
- 1949 : Les Conquérants solitaires de Claude Vermorel, sorti en 1952
- 1950 : Le Christ interdit (Il cristo proibito) de Curzio Malaparte
- 1950 : Les Chemises rouges (Camicie rosse) de Goffredo Alessandrini et Francesco Rosi
- 1953 : Les Crimes de l'amour, segment : Mina de Venghel de Maurice Barry, Maurice Clavel
- 1953 : La Dame sans camélia (La signora senza camelie) de Michelangelo Antonioni.
- 1953 : Les Vaincus (I vinti) de Michelangelo Antonioni (assistant réalisateur)
- 1956 : Notre-Dame de Paris de Jean Delannoy : Claude Frollo
- 1956 : Jehanne - documentaire - de Robert Enrico - Voix uniquement
- 1958 : Les Amants de Louis Malle
- 1960 : La dolce vita de Federico Fellini
- 1960 : La belle saison est proche - documentaire - de Jean Barral - Simple apparition
- 1960 : Scano Boa de Renato Dall'Ara
- 1962 : La Croix des vivants de Yvan Govar
- 1963 : Peau de banane de Marcel Ophüls
- 1964 : La Corruption (La corruzione) de Mauro Bolognini
- 1965 : Astataïon ou Le festin des morts de Fernand Dansereau
- 1969 : La Voie lactée de Luis Buñuel
- 1969 : Satyricon de Federico Fellini.
- 1969 : Safari 5000 (栄光への5000キロ, Eiko e no 5,000 kiro?) de Koreyoshi Kurahara
- 1970 : Les Hommes contre (Uomini contro) de Francesco Rosi.
- 1971 : Valparaiso, Valparaiso de Pascal Aubier
- 1971 : L'Audience (L'udienza) de Marco Ferreri
- 1972 : Le Maître et Marguerite (Мајстор и Маргарита), de Aleksandar Petrovic
- 1972 : La grande scrofa nera de Filippo Ottoni
- 1973 : La Rose rouge (La rosa rossa), de Franco Giraldi
- 1974 : Touche pas à la femme blanche ! (Non toccare la donna bianca), de Marco Ferreri
- 1974 : Emmanuelle, de Just Jaeckin
- 1975 : Irène, Irène, de Peter Del Monte
- 1976 : Cadavres exquis (Cadaveri eccellenti), de Francesco Rosi
- 1976 : I prosseneti, de Brunello Rondi
- 1978 : Le Recours de la méthode (El recurso del método), de Miguel Littín
- 1978 : La Chanson de Roland, de Frank Cassenti
- 1979 : Roberte, de Pierre Zucca
- 1979 : Le Christ s'est arrêté à Eboli (Cristo si è fermato a Eboli), de Francesco Rosi
- 1981 : Les Jeux de la comtesse Dolingen de Gratz, de Catherine Binet
- 1982 : Les Maîtres du temps, de René Laloux
- 1983 : Le Quatuor Basileus (Il quartetto Basileus), de Fabio Carpi
- 1985 : Détective, de Jean-Luc Godard
- 1986 : Lucky Ravi, de Vincent Lombard
- 1987 : Terre étrangère, de Luc Bondy
- 1987 : Chronique d'une mort annoncée (Cronaca di una morte annunciata), de Francesco Rosi
- 1988 : Umi e (海へ?), de Koreyoshi Kurahara
- 1988 : Camille Claudel, de Bruno Nuytten
- 1989 : La nuit de l'éclusier, de Franz Rickenbach
- 1990 : Les Chevaliers de la Table ronde, de Denis Llorca
- 1991 : L'Œillet sauvage (Uova di garofano) de Silvano Agosti
- 1991 : L'Annonce faite à Marie (également réalisateur : premier film )
- 1992 : Le Retour de Casanova, d'Édouard Niermans

### Télévision
- 1972 : André Malraux : La légende du siècle de Claude Santelli - Narration
- 1979 : Le Journal de Philippe Lefebvre
- 1980 : La Peau de chagrin de Michel Favart d'après Honoré de Balzac - Le rôle de l'antiquaire
- 1981 : Semmelweis, de Gianfranco Bettetini
- 1982 : Colomba de Giacomo Battiato - le rôle de Barricini père
- 1982 : Deuil en vingt-quatre heures, de Frank Cassenti
- 1982 : Emmenez-moi au théâtre: Phèdre, de Jean Kerchbron
- 1983 : Le Corsaire de Franco Giraldi
- 1987 : La Mafia 3 (La Piovra 3)
- 1988 : La coscienza di Zeno, de Sandro Bolchi